# Al Bahraoyine
Al Bahraoyine  (in arabo البحراويين‎?, in berbero ⴱⵃⵔⴰⵡⵢⵢⵉⵏ) è un centro abitato e comune rurale del Marocco situato nella provincia di Fahs Anjra, regione di Tangeri-Tetouan-Al Hoceima. Conta una popolazione di 8 465 abitanti (censimento 2014).